# Buschkängurus
Die Buschkängurus (Dorcopsini) gehören zur Familie der Kängurus. Die sechs Arten, die sich auf zwei Gattungen (Dorcopsis und Dorcopsulus) aufteilen, leben in Neuguinea.

## Allgemeines
Buschkängurus erreichen eine Kopf-Rumpf-Länge von 35 bis 80 cm und ein Gewicht von 2 bis 7 kg. Die Nase ist breit und haarlos, die Ohren sind rund. Die Vorderfüße sind länger als bei den meisten Känguruarten, ihr Körper ist nicht sehr gut für die hüpfende Fortbewegung geeignet. Buschkängurus nehmen entwicklungsgeschichtlich eine Zwischenstellung zwischen den bodenlebenden, hüpfenden Kängurus und den baumbewohnenden Baumkängurus ein.
Diese Tiere sind Regenwaldbewohner. Sie sind vorwiegend nachtaktiv, im dichten Gebüsch findet man sie gelegentlich auch am Tag. Die Nahrung der Buschkängurus besteht aus Gräsern, Wurzeln, Blättern und Früchten. Über ihre Fortpflanzung ist kaum etwas bekannt. In den meisten Aspekten dürfte sie mit der der anderen Kängurus übereinstimmen.
Buschkängurus leiden an der Bejagung und an der Zerstörung ihres Lebensraumes.
Buschkängurus werden in Deutschland nicht mehr gepflegt. Ehemalige Halter sind Berlin, Bremerhaven, Darmstadt, Gelsenkirchen, Heidelberg, Köln, Stuttgart, Leer und Hannover.

## Systematik
Die beiden Gattungen Dorcopsis und Dorcopsulus sind eng miteinander verwandt und bilden eine Gattungsgruppe, manchmal wird auch zweitere in erstere eingeordnet. Die Unterschiede liegen darin, dass die beiden Arten der Gattung Dorcopsulus kleiner und dichter behaart sind und ein größerer Teil des Schwanzes unbehaart ist. Nach phylogenetischen Daten (Vergleich von homologen DNA-Sequenzen) sind die beiden Gattungen Schwestergruppen; dieses Ergebnis wurde bei bisher allen Analysen, sowohl von nuklearen wie von mitochondrialen Sequenzen, bestätigt.
Es werden sechs Arten unterschieden:
- Das Goodenough- oder Schwarze Buschkänguru (Dorcopsis atrata) lebt nur auf der Goodenough-Insel südlich von Neuguinea. Wegen seines kleinen Verbreitungsgebietes gilt es als vom Aussterben bedroht.
- Das Weißstreifen-Buschkänguru (Dorcopsis hageni) ist im nördlichen Neuguinea beheimatet.
- Das Graue Buschkänguru (Dorcopsis luctuosa) ist im südöstlichen Neuguinea beheimatet.
- Das Braune Buschkänguru (Dorcopsis muelleri) bewohnt das westliche Neuguinea und vorgelagerte Inseln.
- Das Papua-Buschkänguru (Dorcopsulus macleayi) ist in Südost-Neuguinea verbreitet.
- Das Kleine Buschkänguru (Dorcopsulus vanheurni) lebt in den Bergregionen im zentralen Teil Neuguineas.

## Belege
1. ↑    ztl 10.6.
2. ↑  Robert W. Meredith, Michael Westerman, Mark S. Springer: A phylogeny and timescale for the living genera of kangaroos and kin (Macropodiformes : Marsupialia) based on nuclear DNA sequences. Australian Journal of Zoology, 56, S. 395–410, 2008 doi:10.1071/ZO08044